# 2014年兰州自来水污染事件
2014年兰州自来水污染事件，是2014年4月10日發生於甘肅省蘭州市的自来水中苯含量超过中國国家标准的事件。至4月13日止，污染情况已獲得改善。

## 發生過程
2014年4月10日17时，兰州威立雅水务集团公司在对第二水厂出水口检测时发现自来水中苯含量高达118微克/升，超过中华人民共和国《生活饮用水卫生标准》10微克/升，随后该公司连续三次对出厂自来水进行水质监测，每次间隔2个小时。并于11日5时许，确定四号自流沟第二水厂入水口及出水口自来水苯含量严重超标，上报兰州市人民政府。
4月11日11时，兰州市完全停止北线自流沟的运行，以便于排空被污染的自来水。而该市的南线输水管道则正常供水。期间，兰州市市区会经行降压供水，兰州市的高坪及边缘地区停水并且限制全市生产性用水。而兰州市政府特别提示，在11日11时之后的24小时内，自来水不宜饮用，其他生活用水不受影响。百姓进入超市抢水。甘肃省省长刘伟平便召开了紧急会议——“4·10”兰州城区自来水苯超标事件处置工作专题会议。
4月12日中午，部分地区自来水苯含量明显下降。期间消防，环卫连续向市民供应安全饮用水。部分高校向学生發放瓶装水。部分医院设立免费苯中毒挂号和急诊窗口。下午6时，兰州市政府解除城关区、七里河区应急措施。但安宁区与西固区自来水苯含量仍不稳定，无法解除应急措施。
4月13日，兰州市政府通报，此次水污染事故的直接原因自来水厂的自流沟中出现含油的污水。而这种污水会出现在自流沟的原因是，自流沟附近的中国石油兰州石化在此前曾经发生过泄漏事故，事故处理后有一些渣油以及消防污水便渗入地下。
在经过有关专家讨论之后，市政府通告，从14日7时开始，兰州市“4·11”局部自来水苯指标超标事件应急处置领导小组对西固区解除应急措施，之后停止应急的拉运送水，以及瓶装水、罐装水的免费发放，全兰州市民都可以放心的安全饮用。但“危险还没有过去”，兰州市只有一个自来水水源地，无任何备用的第二水源地。
而市政府随后举行的新闻发布会，威立雅水务集团向媒体证实：在4月2日威立雅水务就对水质进行了取样检测，但是完整的检测和全面的分析都需要时间，至4月10日才正式确认自来水苯超标并采取措施。在这段时间里，兰州市民“有可能已经饮用了苯超标的自来水”。
截止4月15日，兰州市的居民自来水已经基本正常。

### 官方確認事件前
早在3月就有兰州市市民在网络、坊间等控诉兰州威立雅水务集团公司给全市供应的自来水苯含量严重超标，而且自来水带有强烈的异味严重威胁到人民群众生命安全的水质问题，当时兰州市人民政府借“2013年中华人民共和国集中打击整治网络违法犯罪专项行动”的机遇肆意逮捕讲述“自来水安全问题”的民众，并且称这些人说兰州市的自来水有问题是纯粹“造谣”。同年4月12日，兰州市市长就“自来水问题”被迫向全市人民道歉。

## 原因
2014年4月11日上午，兰州市环保局初步认定是兰州石化管道的渗漏，油污流入自流沟，导致水体污染，水中苯含量超标。同天下午，兰州威立雅水务集团董事长姚昕解释：“用来填充自流沟之间的沉降缝被污染物溶解，导致污染物流入自流沟。”

## 应急措施
兰州市政府于4月11日采取应急措施：
1. 向水中投入活性炭，吸附水中有机物，降低苯对水体的污染。
2. 停运北线自流沟，排空污水，南线管道正常运行。期间，市区降压供水。高坪及边远地区停水，限制生产用水，自来水不宜饮用，生活用水并无影响。向高坪及边远地区采取定点，定时送水。
3. 加大检测力度，尽快找出污染源。并每两小时公布检测结果。
4. 做好宣传引导工作。
5. 组成调查组，查找原因，查明相关责任人员。

## 社会影响
限水停水令发布之初，居民进入超市抢购瓶装水。恒大、娃哈哈等公司向污染地区捐献瓶装水。
2014年4月15日，五名蘭州居民就事件起訴蘭州市威立雅水務集團，要求公司作出民事賠償，並公開道歉。但被蘭州市中級人民法院，以公民個人不具備訴訟主體資格，為理由拒絕。報導又稱这次污染事件是偶然檢測到，否則居民要飲用受污染水多半年。

## 外部連結
- 兰州部分地区自来水达标 相关应急措施解除，新浪新闻（页面存档备份，存于）
- 兰州回应自来水苯超标:未来24小时不宜饮用，新浪新闻（页面存档备份，存于）
- 兰州受污染自来水苯含量大幅下降，新浪新闻（页面存档备份，存于）
- 兰州自来水苯超标真相调查 自流沟超期服役遭疑，新浪新闻（页面存档备份，存于）